# Tomislav Špruk
Tomislav Špruk (18. prosinca 1998.), hrvatski mladi rukometni reprezentativac iz Karlovca. Igrač Karlovca. Igrao za Hrvatsku na Europskom prvenstvu u rukometu U 16 2016. godine na kojem je Hrvatska M98 igrala finale, i koja je na Svjetskom prvenstvu 2017. osvojila 4. mjesto, u sastavu Radočaj, Panjan; Špruk, Koncul, Martinović, Strbad, Raguž, Lučin, Grahovac, Bahtijarević, Šarac, Jaganjac, Vusić, Miličević, Turčić, Curiš, Vistorop, Račić, Papić izbornik: Luka Panza).